# 茹帕尼亞
茹帕尼亞是克羅地亞的城鎮，位於該國東部薩瓦河畔，距離薩格勒布254公里，毗鄰與波斯尼亞和黑塞哥維那接壤的邊境，由武科瓦爾-斯里耶姆縣負責管轄，2001年人口16,383。
茹帕尼亞位于波斯尼亚和黑塞哥维那对面的萨瓦河上，是波斯尼亚和黑塞哥维那与奥拉什耶镇的过境桥的所在地。萨格勒布-斯拉沃尼亚布罗德-贝尔格莱德 A3 高速公路从其北部经过，从温科夫齐 （Vinkovci） 乘坐当地铁路以及 D55 国道也可以到达这座城市。2011年人口普查记录，该市有96.72%的克罗地亚人。

## 人口
茹帕尼亚于2021年的人口数量为9246人。
Template:Croatian population data graph

## 著名人物
- Pero Galić [hr]，克罗地亚歌手，摇滚乐队Opća Opasnost的创始人。
- 斯雷奇科·阿尔比尼（1869-1933），克罗地亚作曲家、指挥家和音乐出版商。
- 梅丽塔·洛科维奇，克罗地亚女钢琴家、大学教授和音乐教育家（1907-1987）
- 埃米尔·肖姆罗尼（Amiel Shomrony） - 萨格勒布犹太社区的领唱者，二战期间萨格勒布首席拉比米罗斯拉夫·沙洛姆·弗赖贝格的秘书。
- 达里奥·茹帕里奇，克罗地亚足球运动员（生于 1992 年）。

## 外部連結
- 官方网站

1. ↑  . Town of Županja.   [13 September 2009]. （原始内容存档于2022-05-26） （Croatian）.
2. ↑  . Town of Županja.   [13 September 2009]. （原始内容存档于2022-05-26） （Croatian）.
3. ↑  . Vjesnik.   [13 September 2009]. （原始内容存档于12 May 2009） （Croatian）.
4. ↑  . Wikidata Q119585703.
5. ↑  Template:Croatian Census 2021
6. ↑  . GeoNames.   [2009-09-13]. （原始内容存档于2023-01-23）.
7. ↑  . T-Com Hrvatska.   [2009-09-13]. （原始内容存档于2011-07-20） （Croatian）.
8. ↑  . Zagreb: Croatian Bureau of Statistics. 2012-12.